# سانگجو

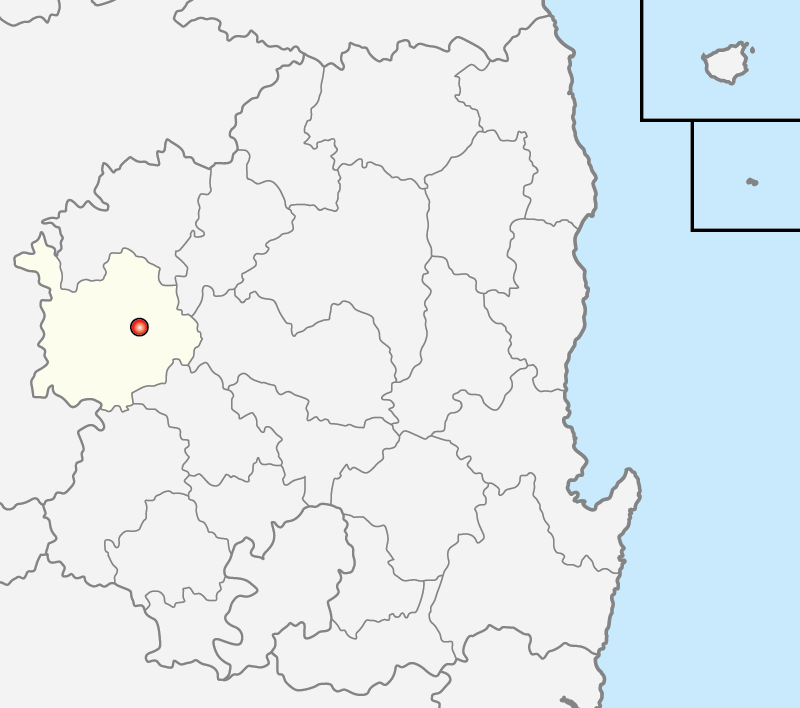
موقعیت سانگجو

سانگجو شهری در استان گیونگ‌سانگ شمالی کره جنوبی است، محصولات اصلی این شهر عبارتند از:  برنج, کرم ابریشم و خرمالو.
نبردی بین نیروهای آمریکایی و کره شمالی از جنگ کره در ۲۹ ژوئیه ۱۹۵۰ در نزدیکی سانگجو صورت گرفت

## شهرهای خواهر
- ییچان, چین
- دیویس, کالیفرنیا, آمریکا